# Erro observacional
Erro observacional ou erro de medição é a diferença entre um valor medido de quantidade e seu verdadeiro valor. Em estatística, um erro não é um "engano". Variabilidade é algo inerente a coisas que estão sendo medidas e ao processo de medição.

## Ciência e experimentos
Quando esses erros estão ligados  à aleatoriedade ou à  incerteza  modelada pela teoria da probabilidade, eles são "erros" no sentido  estatístico.
Toda vez   repetimos uma medição com um instrumento sensível, obtemos resultados ligeiramente diferentes. O modelo estatístico que normalmente usamos é que o erro tem duas partes:
1. Erro sistemático, aquele que sempre ocorre  com o mesmo valor, quando se usa o instrumento da mesma maneira e no mesmo processo;
2. Erro aleatório, que pode variar  de uma observação para outra.

O erro sistemático é às vezes chamado viés estatístico. Muitas vezes pode ser reduzido por meio de processos cuidadosamente padronizados.  O uso dos instrumentos padrão da disciplina faz parte do ensino de toda ciência.
O erro aleatório (ou variação aleatória) é devido a fatores que não controlamos, seja porque esse controle seria muito caro, seja  porque ignoramos esses fatores. Pode até ser que tudo o que estamos tentando medir esteja mudando com o tempo  ou seja fundamentalmente probabilístico (como é o caso da mecânica quântica). O erro aleatório muitas vezes ocorre quando os instrumentos são empurrados para seus limites. Por exemplo, é comum às balanças digitais  apresentar um erro aleatório dos seus dígitos menos significativos. Três medidas de um único objeto podem resultar algo como 0.9111g, 0.9110g e 0.9112g.

## Pesquisas
O termo erro de observação também é por vezes utilizado para se referir a erros de resposta e a alguns outros tipos de erro não amostrais. Podem ser erros na coleta de dados, incluindo tanto a gravação de uma resposta incorreta como o registro correto da resposta imprecisa de um entrevistado.